# Porky's
Porky's és una pel·lícula estatunidenco-canadenca realitzat per Bob Clark, estrenada l'any 1982. Va ser classificada com a pel·lícula X l'any 1981 i per a majors de 18 anys el 2001 pel British Board of Film Classification. Aquesta pel·lícula ha estat doblada al català.
Porky's va ser un èxit i va engendrar dues continuacions: Porky's II: The Next Day l'any 1983, de Bob Clark, i Porky's Revenge l'any 1985, de James Komack.

## Argument
El 1954, una banda de col·legials desvergonyits de Florida decideixen desvirgar-se.
Per això, tenen dues solucions: trobar una noia fàcil a l'escola pels més espavilats i pels altres, el bar de putes de Porky.

## Repartiment
- Roger Wilson: Mickey
- Dan Monahan: Pee Wee
- Mark Herrier: Billy
- Wyatt Knight: Tommy
- Cyril O'Reilly: Tim
- Tony Ganios: Anthony Touporello
- Scott Colomby: Brian Schwartz
- Chuck Mitchell: Porky Wallace
- Alex Karras: El xèrif Wallace
- Kaki Hunter: Wendy
- Kim Cattrall: Honeywell
- Nancy Parsons: Mlle Balbricker
- Boyd Gaines: Entrenador Paul Brakett
- Doug McGrath: Entrenador Fred Warren
- Art Hindle: Ted Jarvis
- Wayne Maunder: Cavanaugh
- Bill Hindman: Entrenador Goodenough
- Jill Whitlow: Mindy
- Susan Clark: Mlle Chaton Folra-Tot
- John Henry Redwood: John Conklin
- Eric Christmas Teddy Bilis): el Sr. Carter